# Adam Albert von Neipperg
Adam Albert, conte di Neipperg (Vienna, 8 aprile 1775 – Parma, 22 febbraio 1829) è stato un generale, politico e diplomatico austriaco.
Era figlio di Leopold (1728-1792) e nipote di Wilhelm Reinhard von Neipperg. Il cognome si trova anche italianizzato in Montenuovo.

## Biografia

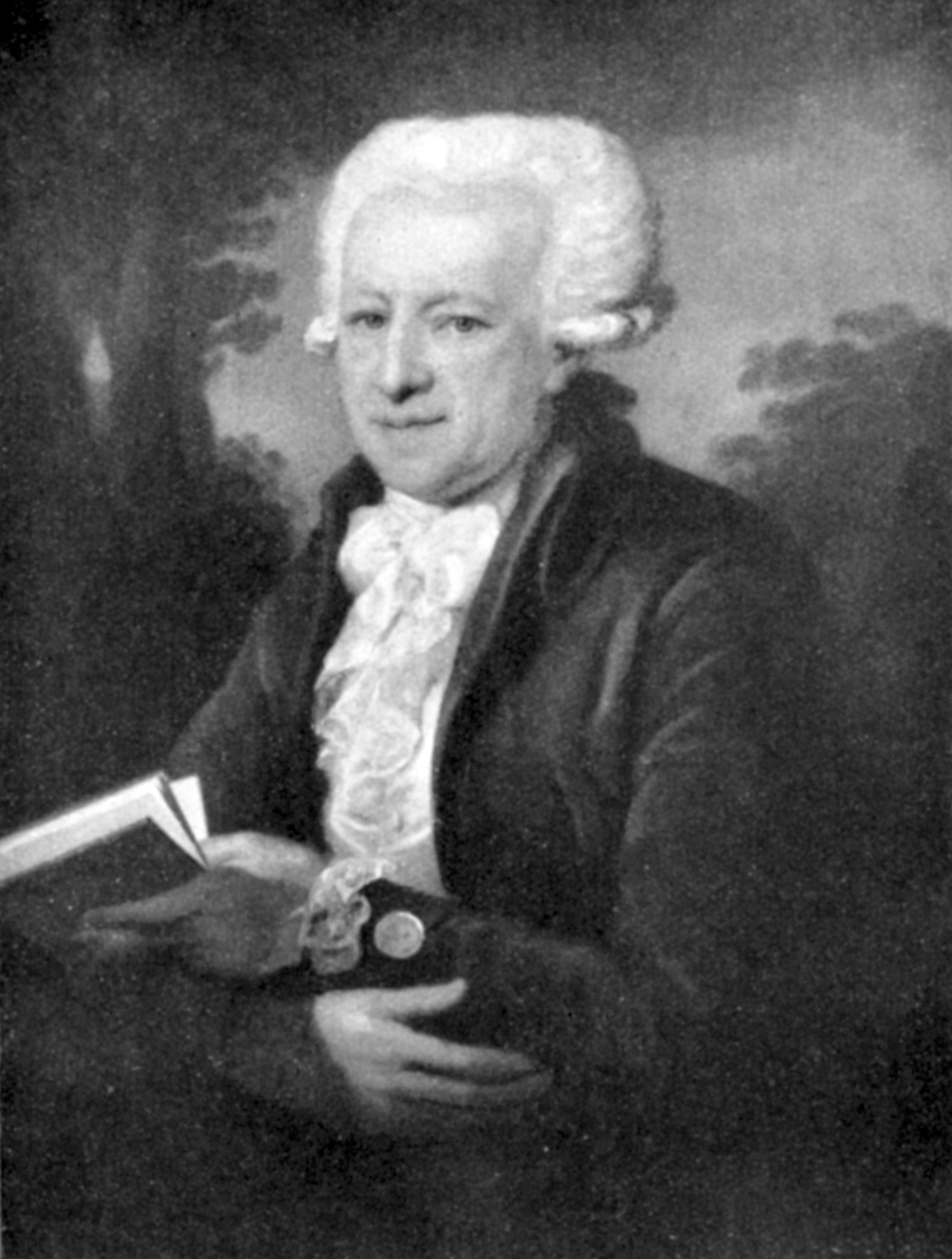
Leopold Joseph von Neipperg, padre di Adam Albert, in un ritratto di Josef Maria Grassi.

Il conte Adam Albert di Neipperg era figlio di Leopold e discendente di un'antica famiglia tedesca. Entrò nella carriera militare nel 1791, venne fatto prigioniero dai francesi nel 1793 e perdette un occhio durante una battaglia nel corso della guerra in Belgio. Ebbe quattro figli con la contessa Teresa Pola, nobile veneta di Treviso. Il figlio maggiore, conte Alfred von Neipperg, si sposò con la principessa Maria del Württemberg. Gli altri tre figli furono Fernando, Gustavo ed Erwin.

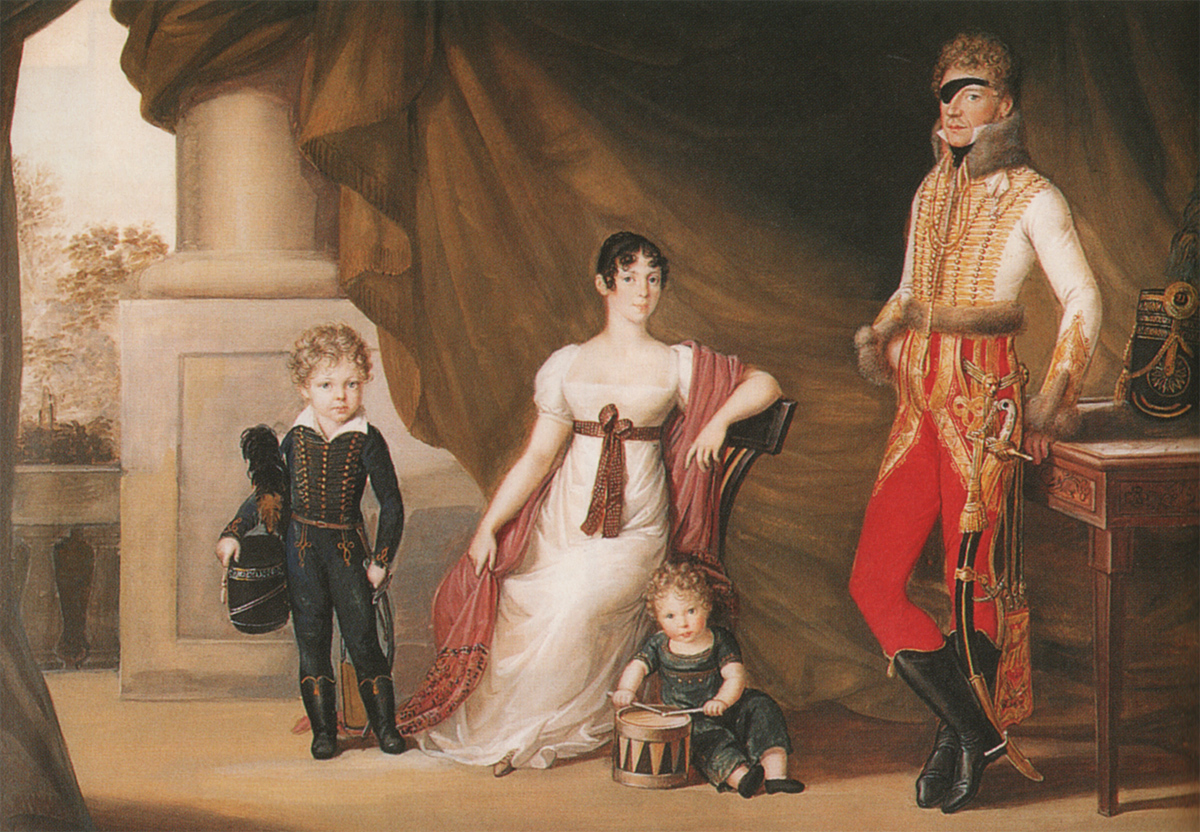
Adam Albert von Neipperg con la prima moglie Teresa Pola e i primi due figli Alfredo e Ferdinando, ritratto di Josef Lanzedelli.

Fu Conte Sovrano di Neipperg (uno Stato del S.R.I.) dal 1798 al 1806 (poi annesso al neonato Regno di Wurttemberg), per la rinuncia del fratello maggiore Joseph Karl (1757-1835), Gran Priore di Boemia dell'Ordine di Malta .
Come diplomatico, nel 1810, in occasione del matrimonio tra Maria Luisa d'Asburgo-Lorena e Napoleone Bonaparte, fu assegnato all'ambasciata austriaca a Parigi, dove fu decorato da Napoleone con la Legion d'Onore. Dal 1811 al 1813 fu ambasciatore in Svezia, dove riuscì a guadagnare alla coalizione antinapoleonica il principe reale Bernadotte. Concluse pure un'alleanza segreta con Gioacchino Murat, re di Napoli.
Ripresa la carriera militare nel 1813, nel 1815 combatté come comandante di una divisione inviata contro Murat, conquistando Forlì e contribuendo significativamente alla sua sconfitta nella battaglia di Tolentino e al suo abbandono di Napoli.

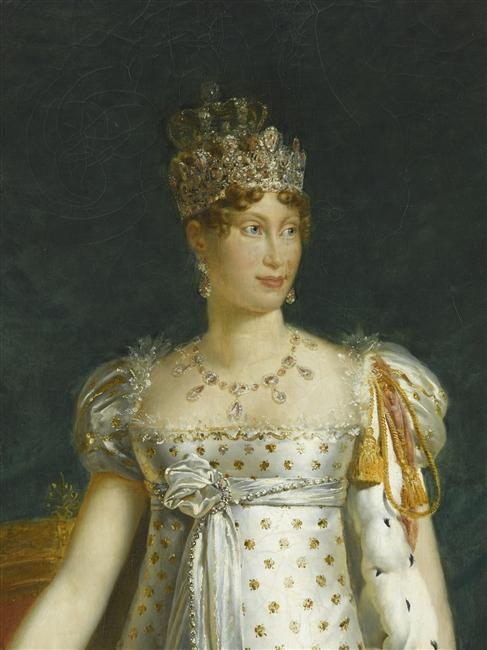
La duchessa Maria Luigia

Si distinse in molte campagne militari contro i francesi e fu nominato nel 1814 Gran Maestro di Palazzo di Maria Luisa, diventata poi duchessa di Parma. L'accompagnò come amministratore del ducato di Parma, Piacenza e Guastalla. Tra i collaboratori di Neipperg nel governo si ricordano Stefano Sanvitale e Vittorio Paolucci de Calboli, discendente da un'antica famiglia nobiliare di Forlì.
Con Maria Luisa, Neipperg ebbe due figli illegittimi, a cui venne assegnato il nome di Montenuovo (versione italiana di Neipperg o Neupperg): Albertina Maria, che sposò Luigi Sanvitale, conte di Fontanellato, e Guglielmo Alberto, conte di Montenuovo, poi divenuto principe di Montenuovo (1819-1895), che sposò la contessa Juliana Batthyány von Németújvár.
Si sposò con Maria Luisa il 7 settembre 1821, dopo aver saputo della notizia della morte di Napoleone a Sant'Elena. La cerimonia avvenne segretamente nel castello di Sala, essendo un matrimonio morganatico. Ebbero altri due figli, Matilde nel 1822 e Gustavo nel 1823.
Alcuni anni dopo la morte di Neipperg, avvenuta nel 1829, la duchessa Maria Luigia si sposò nuovamente morganaticamente con il proprio maggiordomo maggiore che le era stato assegnato dalla corte viennese, il conte Charles-René de Bombelles.

### Carriera militare
All'inizio del 1791 entrò nel reggimento ussaro e condusse la guerra contro la Francia nei Paesi Bassi. Nelle operazioni durante il biennio dal 1792 al 1794 venne promosso tenente capo. Fu ferito gravemente e perse un occhio. Partecipò all'attacco alle linee di Magonza nell'ottobre 1795.
Dopo essersi ripreso, tornò alle truppe e prese parte alla campagna del 1799. A causa dell'handicap, venne trasferito al lavoro dello stato maggiore con la promozione a maggiore e lavorò dapprima all'interno del quartier generale di divisione e poi nei corpi d'armata.
Nel 1804 ricevette il titolo di tenente colonnello e tornò alle truppe, da principio al 2º reggimento ulani e quindi al 1º reggimento ussari. Nel 1805 prese parte alle operazioni presso Caldiero. Nel 1806 divenne colonnello nel reggimento corazzieri sui confini orientali dell'impero e nel 1809 fu nominato assistente generale nell'esercito della Galizia.
Dal 1811 al 1812 si occupò di questioni diplomatiche, fornendo un ottimo servizio e contribuendo in maniera significativa alla partecipazione della Svezia alla coalizione anti-napoleonica.
Nella campagna del 1813-1814 ricevette il comando di una divisione e venne promosso tenente feldmaresciallo. Prese parte alla battaglia di Lipsia, quindi partecipò alla guerra austro-napoletana contro Murat in Italia, conseguendo vari successi, come l'occupazione di Forlì, e firmando infine il trattato di Casalanza, presso Capua, nel 1815.

## Discendenza

### Figli avuti con Teresa Pola
(di cui rimase vedovo il 23 aprile 1814)
- Alfred von Neipperg (1807-1865), marito della Principessa Maria Federica di Wurttemberg, figlia di Re Guglielmo I e della Regina Caterina (Granduchessa di Russia)
- Ferdinando von Neipperg (1809-1843)
- Gustav von Neipperg (1811-1850)
- Erwin von Neipperg (1813-1897)

### Figli avuti con Maria Luisa d'Asburgo-Lorena
(sposata l'8 agosto 1821 con nozze morganatiche segrete)
- Albertina di Montenuovo (1817-1867)
- Guglielmo Alberto di Montenuovo (1819-1895), dal 1864 Principe
- Matilde di Montenuovo (1822-?)
- Gustavo di Montenuovo (1823-?)